# Scambus impressus
Scambus impressus là một loài tò vò trong họ Ichneumonidae.